# Антон Вилдганс (награда)
Литературната награда „Антон Вилдганс“ (на немски: Anton-Wildgans-Preis) е учредена през 1962 г. от Съюза на австрийските индустриалци. Наградата е на стойност 15 000 € (до 2002 – 7500 €, до 2010 – 10 000 €) и се присъжда от независимо жури на писател или писателка от младото или средното поколение, които имат австрийско гражданство и „чието творчество дава надеждата, че сте достигне до своя връх“.
Отличието е посветено на писателя Антон Вилдганс, „който като малцина други олицетворява австрийската същност в най-добрия ѝ смисъл“.

## Носители на наградата (подбор)
- Фриц Хохвелдер (1962)
- Кристине Лавант (1964)
- Андреас Окопенко (1965)
- Томас Бернхард (1967) (отказана)
- Илзе Айхингер (1968)
- Херберт Айзенрайх (1969)
- Ингеборг Бахман (1971)
- Мило Дор (1972)
- Барбара Фришмут (1973)
- Кристине Буста (1975)
- Петер Хениш (1977)
- Волфганг Краус (1978)
- Йозеф Винклер (1980)
- Фридерике Майрьокер (1981)
- Ернст Яндл (1982)
- Петер Хандке (1984) (отказана)
- Курт Клингер (1986)
- Кристоф Рансмайр (1988)
- Илзе Тилш (1989)
- Ана Митгуч (1992)
- Герт Йонке (1993)
- Михаел Кьолмайер (1996)
- Франц Йозеф Чернин (1998)
- Петер Розай (1999)
- Кристоф Вилхелм Айгнер (2003)
- Ханс Раймунд (2004)
- Дорон Рабиновичи (2010)
- Арно Гайгер (2012)
- Норберт Гщрайн (2013)
- Ерих Хакл (2015)
- Роберт Зееталер (2017)